# Peicani, Vaslui
Peicani este un sat în comuna Găgești din județul Vaslui, Moldova, România.

## Societati culturale
- Societatea Culturală “Virgil Caraivan” a fost înființată în 1933 în satul Peicani de către Virgil Caraivan